# 提亚纳的阿波罗尼乌斯
提亚纳的阿波罗尼乌斯（[Ἀπολλώνιος ὁ Τυανεύς] 错误：{{Langx}}：無法辨識代碼 elc（帮助）；约15年—100年），有时也被称为提亚纳的阿波罗尼奥斯，是位新毕达哥拉斯学派希腊哲学家，来自罗马帝国安那托利亚卡帕多细亚行省的提亚纳。他是位与耶稣差不多同时代的演说家与哲学家，常被四世纪的基督徒及现代的一些作家拿来与拿撒勒的耶稣作比较。

## 外部連結
- 阿波羅尼烏斯的文章 （页面存档备份，存于）
- 阿波羅尼烏斯《Life of Apollonius of Tyana》 （页面存档备份，存于）